# Zlatarska lučna pila
Zlatarska lučna pila ili rezbarska pila vrsta je pile koja se obično koristi u izradi nakita od plemenitih metala. Obično se koristi na mekšim metalima jer je sama pila osjetljiva te lako puca kod nevješte uporabe.
Pila, odnosno sječivo pile, napeta je u metalnom okviru. Budući da se fine pile često lome, okvir je podesiv po duljini oštrice kako bi se omogućila ponovna uporaba slomljenih dijelova. Veličina grla okvira može biti u rasponu od 50 do 200 mm.
Pile dolaze u više različitih debljina, a izbor zavisi o materijalu koji se pili i prirodi posla. Za vrlo fine delikatne radove i za rezanje vrlo tankog materijala koriste se finije, a za rezanje opće namjene grublje. Listovi pile imaju niz veličina, od najfinijih do najgrubljih: 8/0, 7/0, 6/0, 5/0, 4/0, 3/0, 2/0, 1/0, 00, 0, 1, 2, 3, 4, 5, 6.
Zlatarska pila često se koristi s V-pločom, drvenom pločom s izrezom u obliku slova V na jednom kraju. U upotrebi, V-daska je stegnuta za stol tako da dio s izrezom visi preko ruba. To omogućuje da se komad na kojem se radi kod piljenja drži ravno. Može se okretati i rad i okvir pile.

## Vanjske poveznice
- http://www.dave-cushman.net/bee/piercingsaw.html